# Regime fiscale sospensivo
Il regime sospensivo è il regime fiscale applicabile alla fabbricazione, alla trasformazione, alla detenzione ed alla circolazione dei prodotti soggetti ad accisa fino a che la stessa diviene esigibile o comunque il debito d'imposta si estingue.
Il regime sospensivo dell'imposta vige all'interno di un deposito fiscale e nella circolazione delle merci tra depositi fiscali, che devono essere scortate dal documento amministrativo di accompagnamento della merce (DAA).
La garanzia sulla merce trasportata è del titolare del deposito mittente o in sua vece del trasportatore o del proprietario della merce, ma i soggetti di notoria solvibilità possono esserne esonerati. Nel caso in cui per qualche irregolarità la merce non arrivi all'immissione in consumo l'accisa è pagata dal garante allo Stato al cui interno è avvenuta l'irregolarità.
È possibile immettersi in regime sospensivo spedendo la merce, accompagnata dal DAA, in un deposito fiscale, ottenendo il rimborso dell'accisa versata.
Il regime sospensivo vige anche nella circolazione delle merci tra un deposito fiscale mittente e un operatore registrato destinatario, che garantisce il pagamento dell'accisa per i prodotti che riceve. Nel caso in cui il destinatario non abbia un codice di accisa, il mittente può servirsi di un proprio rappresentante fiscale, munito di codice di accisa, che svolga le operazioni fiscali in luogo del destinatario, oppure il destinatario può farsi autorizzare per la singola operazione.